# Чадборн (Северна Каролина)
Чадборн (енгл. Chadbourn) град је у америчкој савезној држави Северна Каролина.

## Демографија
По попису из 2010. године број становника је 1.856, што је 273 (-12,8%) становника мање него 2000. године.
| Група             | 2000.         | 2010.         |
| Белци             | 883 (41,5%)   | 694 (37,4%)   |
| Афроамериканци    | 1.140 (53,5%) | 1.056 (56,9%) |
| Азијати           | 8 (0,4%)      | 5 (0,3%)      |
| Хиспаноамериканци | 42 (2,0%)     | 48 (2,6%)     |
| Укупно            | 2.129         | 1.856         |